# Weisweil
Weisweil – gmina w Niemczech, w kraju związkowym Badenia-Wirtembergia, w rejencji Fryburg, w regionie Südlicher Oberrhein, w powiecie Emmendingen, wchodzi w skład związku gmin Gemeindeverwaltungsverband Kenzingen-Herbolzheim. Leży przy granicy z Francją, ok. 15 km na północny zachód od Emmendingen.